# Ayumi
Ayumi ist ein weiblicher japanischer Vorname.

## Bekannte Namensträger
- Ayumi Hamasaki (* 1978), J-Pop-Sängerin
- Ayumi Kaihori (* 1986), japanische Fußball-Torhüterin
- Ayumi Mine (* 1992), japanische Badmintonspielerin
- Ayumi Morita (* 1990), japanische Tennisspielerin
- Ayumi Onodera (* 1978), japanische Curlerin
- Ayumi Tanimoto (* 1981), japanische Judoka
- Ayumi Watase (* 1984), japanische Skispringerin